# Composto sanduíche

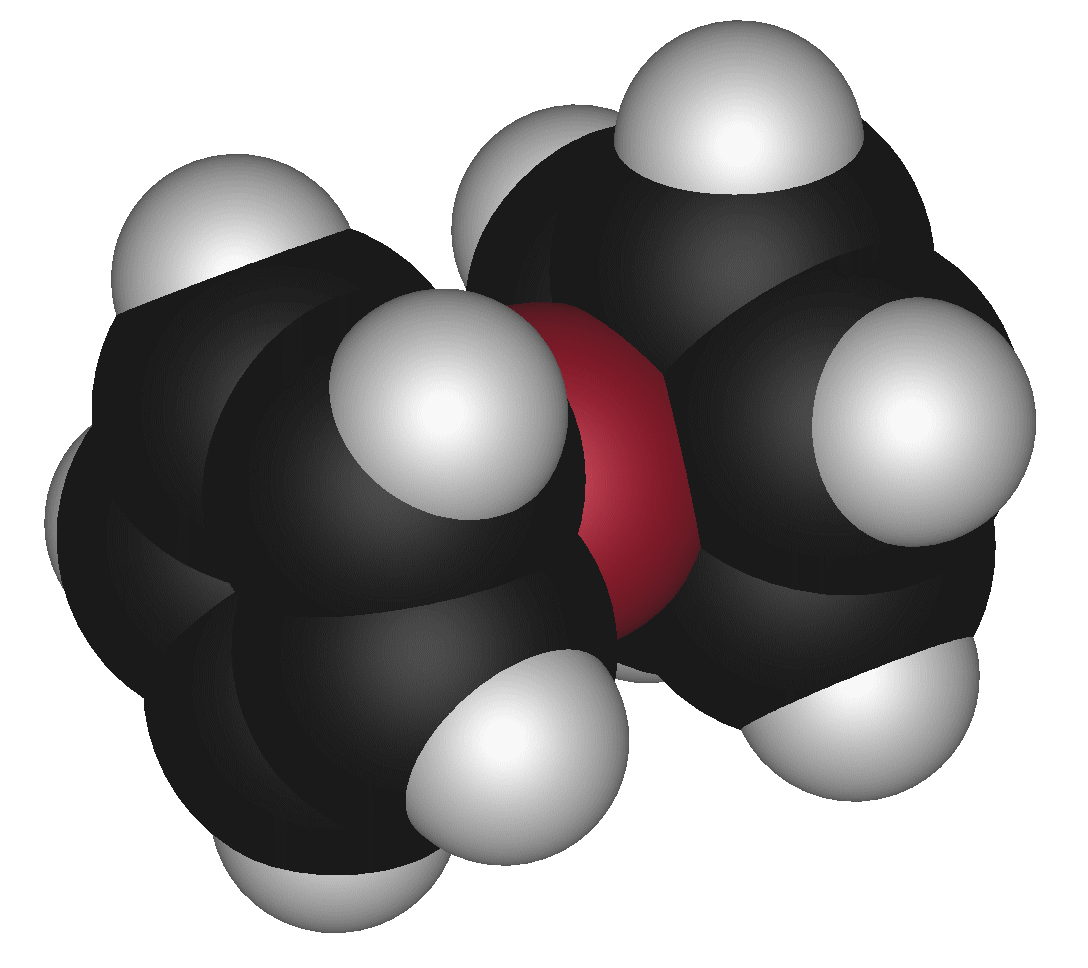
Modelo Espacial do ferroceno

Um composto sanduíche, na química dos organometálicos é qualquer composto químico contendo um átomo metálico entre dois anéis.
O termo composto sanduíche foi introduzido na nomenclarutra dos organometálicos na década de 50, quando J.D. Dunitz, L.E. Orgel e R.A. Rich confirmaram a estrutura do ferroceno por cristalografia de raios-X. A estrutura correta foi proposta anos antes por Robert Burns Woodward. De particular interesse, essa estrutura auxiliou a explicar diversas questões sobre os conformeros do ferroceno, a molécula com um átomo de ferro entre duas ciclopentadienilas paralelas. Esse resultado também demonstrou a capacidade da técnica de cristalografia de raios X, acelerando o crescimento da química dos organometálicos.

## Classes de Compostos Sanduíche
Os mais conhecidos são os metalocenos, com fórmula M(C5H5)2, onde M = Cr, Fe, Co, Ni, Ti, V, Mn, Mo, Ru, W, Zn. Essas espécies também são chamadas de complexos metálicos de bis(ciclopentadienila).
- Complexos mistos de ciclopentadienila: M(C5H5)(CnHn). Um exemplo é Ti(C5H5)(C7H7)

- Complexos de Bis(benzeno): M(C6H6)2, o melhor exemplo sendo Bis(benzene)chromium.
- Complexos de Bis(ciclooctatetraenila): U(C8H8)2, o derivado de Th também é conhecido.

## Semi Compostos Sanduíche

### Semi Compostos Sanduíche Monometálicos

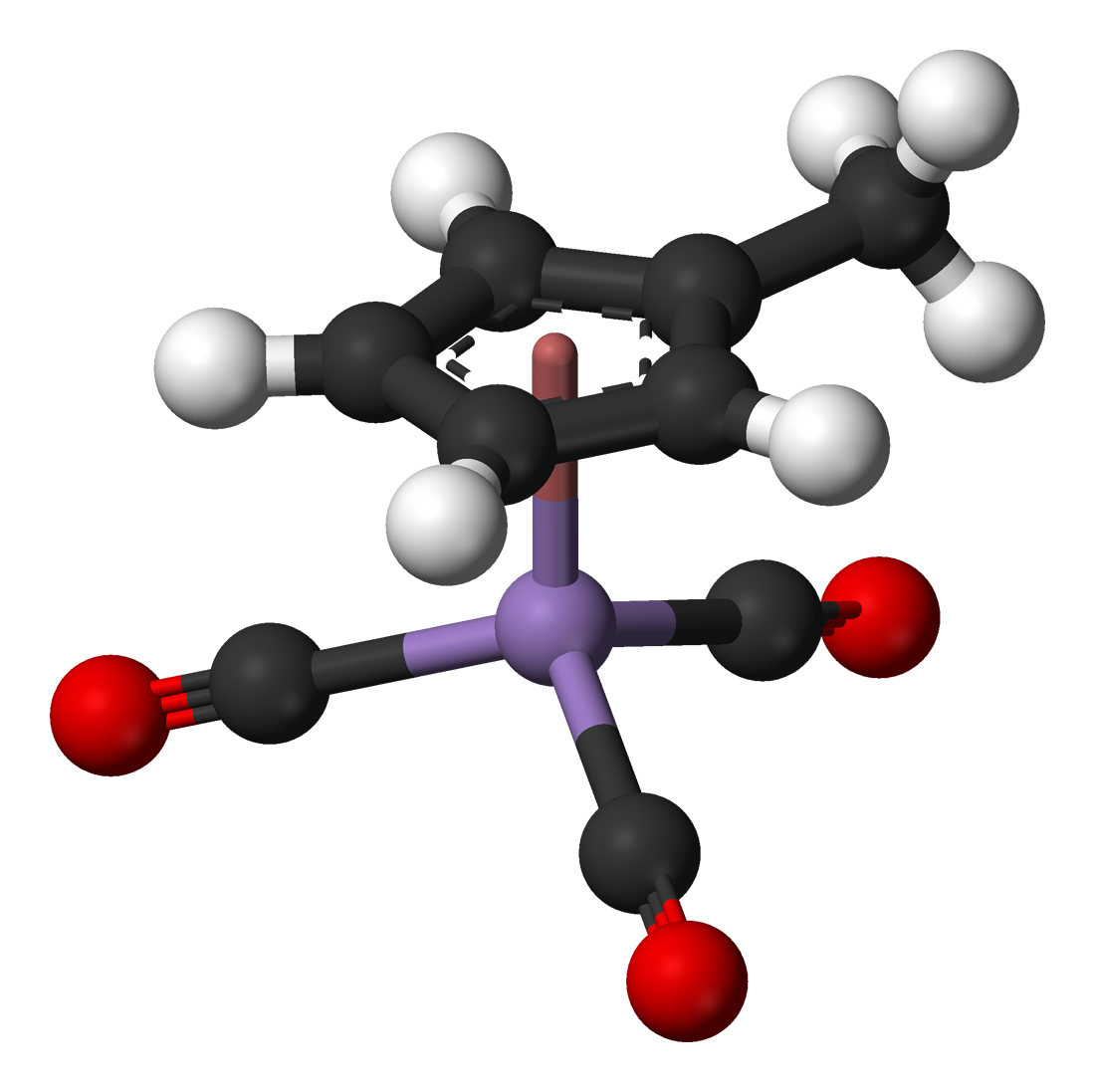
Modelo 3D do manganês tricarbonil metilciclopentadienila, o composto "banqueta de piano"

Metalocenos com apenas uma ligação ao ligante planar ao invés de duas, originam uma grande família de compostos semi sanduíche. Provavelmente, o exemplo mais conhecido é o manganês tricarbonil metilciclopentadienila. Tais espécies são ocasionalmente referidas como compostos banqueta de piano, onde existem pelo menos três ligantes diatômicos mais o "assento" formado pelo anel. O nome é derivado da similaridade desta estrutura com as "banquetas", onde o assento é o hidrocarboneto facial planar (e.g. benzeno ou ciclopentadieno), e as pernas são ligantes como CO.
|  |  |

| Perylene Tetrapalladium SandwichComplex |